# Carina Horn
Carina Horn (ur. 9 marca 1989) – południowoafrykańska lekkoatletka, specjalizująca się w biegach sprinterskich.
Międzynarodową karierę zawodniczka rozpoczęła w 2009, kiedy to brała udział w uniwersjadzie w Belgradzie. W 2010 zajęła siódme miejsce w finale biegu na 200 metrów podczas mistrzostw Afryki w Nairobi.
Dwukrotna medalistka mistrzostw Afryki z Durbanu oraz półfinalistka igrzysk olimpijskich z Rio de Janeiro (2016). W kolejnym sezonie na tym samym etapie zmagań zakończyła występ podczas światowego czempionatu w Pekinie. W 2022 zdobyła brązowy medal mistrzostw Afryki w konkurencji biegu na 100 metrów.

## Osiągnięcia
| Rok  | Impreza                   | Miejsce        | Konkurencja             | Lokata     | Wynik  |
| ---- | ------------------------- | -------------- | ----------------------- | ---------- | ------ |
| 2009 | Uniwersjada               | Belgrad        | bieg na 200 metrów      | półfinał   | 24,05  |
| 2009 | Uniwersjada               | Belgrad        | sztafeta 4 × 100 metrów | 7. miejsce | 45,01  |
| 2010 | Mistrzostwa Afryki        | Nairobi        | bieg na 200 metrów      | 7. miejsce | 24,04  |
| 2014 | Halowe mistrzostwa świata | Sopot          | bieg na 60 metrów       | półfinał   | 7,34   |
| 2015 | Mistrzostwa świata        | Pekin          | bieg na 100 metrów      | półfinał   | 11,15  |
| 2016 | Mistrzostwa Afryki        | Durban         | bieg na 100 metrów      | 2. miejsce | 11,07  |
| 2016 | Mistrzostwa Afryki        | Durban         | sztafeta 4 × 100 metrów | 1. miejsce | 43,66  |
| 2016 | Igrzyska olimpijskie      | Rio de Janeiro | bieg na 100 metrów      | półfinał   | 11,20  |
| 2017 | Mistrzostwa świata        | Londyn         | bieg na 100 metrów      | półfinał   | 11,26  |
| 2018 | Halowe mistrzostwa świata | Birmingham     | bieg na 60 metrów       | półfinał   | 7,18   |
| 2022 | Mistrzostwa Afryki        | Saint-Pierre   | bieg na 100 m           | 3. miejsce | 11,14w |
| 2022 | Mistrzostwa świata        | Eugene         | bieg na 100 metrów      | eliminacje | 11,29  |

## Rekordy życiowe
- bieg na 60 metrów – 7,09 (11 lutego 2018, Metz) rekord Południowej Afryki
- bieg na 100 metrów – 10,98 (4 maja 2018, Doha) rekord Południowej Afryki
- bieg na 200 metrów – 23,43 (17 kwietnia 2011, Réduit)